# 이장호 (영화 감독)
이장호(李長鎬, 1945년 5월 15일 ~ )는 대한민국의 영화 감독이자 제작자이다. 본관은 청해. 경성부 출생이다. 홍익대학교 건축미술학과를 중퇴하고 신상옥 감독이 만든 신필름에서 일하다가 1974년 《별들의 고향》으로 데뷔했다.
사회의 어두운 면을 영화의 주제로 삼고 비판하는 사회성을 강조하면서 영화의 흥행에서도 뒤지지 않는 상업주의 감독의 모습을 동시에 지니고 있다. 작품으로는 《바람 불어 좋은 날》(1980), 《어둠의 자식들》(1981), 《바보 선언》(1983), 《나그네는 길에서도 쉬지 않는다》(1987), 《무릎과 무릎 사이》(1984), 《어우동》(1985) 등이 있다. 그는 1980년대 대한민국의 영화가 안고 있는 현실과 영화의 간격을 좁히는 데 큰 역할을 담당했다고 평가받기도 한다.

## 소속
- 서울영상위원회 위원장

## 학력
- 서울고등학교 졸업
- 홍익대학교 건축미술학과 중퇴

## 작품

### 조감독
- 1969년 《이조 여인 잔혹사》

### 감독
- 1974년 《별들의 고향》- 안인숙, 신성일, 윤일봉, 백일섭
- 1974년 《어제 내린 비》
- 1976년 《그래 그래 오늘은 안녕》
- 1980년 《바람 불어 좋은 날》
- 1981년 《어둠의 자식들》
- 1981년 《낮은 대로 임하소서》
- 1981년 《그들은 태양을 쏘았다》
- 1983년 《바보 선언》
- 1983년 《일송정 푸른 솔은》
- 1984년 《과부춤》
- 1984년 《무릎과 무릎 사이》
- 1985년 《어우동》
- 1986년 《이장호의 외인구단》
- 1987년 《Y의 체험》
- 1987년 《나그네는 길에서도 쉬지 않는다》
- 1989년 《미스 코뿔소 미스터 코란도》
- 1992년 《명자 아끼꼬 쏘냐》
- 1995년 《천재 선언》
- 2011년 《마스터 클래스의 산책》(공동 감독)
- 2014년 《시선》

### 기획
- 1979년 《별나라 삼총사》
- 1982년 《미워 미워 미워》
- 1982년 《꼬방동네 사람들》
- 1986년 《가까이 더 가까이》
- 1991년 《칙칙이의 내일은 챔피언》
- 1991년 《핸드백속 이야기》
- 2001년 《대한민국 헌법 제1조》
- 2014년 《시선》

### 출연

#### 영화
- 2000년 《죽거나 혹은 나쁘거나》
- 2010년 《하쿠나 마타타 - 지라니 이야기》

#### 방송
- 1996년 6월 21일 KBS 《퀴즈탐험 신비의 세계》

### 광고 출연
- LG전자 와이드비젼

## 수상
- 1980년 대종상 감독상
- 1982년 대종상 감독상
- 1988년 제24회 백상예술대상 영화 특별상 수상
- 2022년 춘사영화제 공로상